# به خاطر پونه
به‌خاطر پونه فیلمی به کارگردانی و نویسندگی هاتف علیمردانی ساختهٔ سال ۱۳۹۱ است.

## خلاصه
مجید (فرهاد اصلانی) یک مرد میانسال از خانواده‌ای متوسط است که اهل شهرستان بوده و در کل سنتی رفتار می‌کند. وی اعتیاد دارد و علاوه بر آن، به همسرش پونه (هانیه توسلی) شک دارد. پونه، برخلاف مجید، از خانواده‌ای سنتی نیست و تقابل این دو فرهنگ مختلف تمام چیزی است که در به‌خاطر پونه شاهدش هستیم.

## حواشی
علیمردانی در یک برنامهٔ تلویزیونی اعلام کرد که فیلمش هفت بار با ممیزی روبه‌رو شده و وی به‌خاطر این فیلم بغضی در گلو دارد!
به‌خاطر پونه به دلایلی از جشنوارهٔ فیلم فجر کنار گذاشته شده‌بود، اما اکران خوبی را به‌دست‌آورد و توانست فروش مناسبی داشته‌باشد.
نسخه جشنواره فجر و نسخه اکران متفاوت است،
جالب توجه اینکه نمای آخر فیلم که در هواپیما می‌گذرد، در نسخه‌ای که در جشنواره فیلم فجر نمایش داده شد وجود نداشت. یکی از اعضای سابق شورای پروانه نمایش، در این خصوص گفت نسخه‌ای که بدواً به آن شورا ارائه شده بود حاوی سکانسی در آغاز فیلم بود که خروج پونه از ایران را واضحاً نشان می‌داد. او می‌گفت ما درخواست کردیم که این سکانس حذف شود و پس از حذف، پروانه نمایش داده شد و فیلم به جشنواره فجر ارسال گشت. جالب توجه اینکه عکسی از این سکانس نیز منتشر شده‌است.
به این ترتیب ملاحظه می‌شود که در نسخه کنونی اکران، آنچه که بر شک مجید صحّه می‌گذارد همان نمای آخر است. نسخه جشنواره که این نما را نداشت از ایهام بیشتری برخوردار بود ولی باز هم می‌شد مقصود فیلمساز را به فراست فهمید.

## بازیگران
- فرهاد اصلانی در نقش مجید
- هانیه توسلی در نقش پونه
- ترلان پروانه